# Edison (película)
Edison (Edison en Argentina, Ciudad sin ley en España y La amenaza en México) es una película de suspense que cuenta la historia de un periodista que intenta descubrir una trama de corrupción en la unidad de policía FRAT (Táctica y Asalto en Primera Respuesta) en la ciudad de Edison (Nueva Jersey).

## Sinopsis
Los agentes de élite Francis Lazerov (Dylan McDermott) y su novato compañero Raphael Deed (LL Cool J) pertenecientes a la FRAT realizan una redada en el escondrijo de un narcotraficante. Se llevan la droga pero no detienen a nadie y aunque les advierten de que no hablen con la policía, uno de los delincuentes llamado Rook dice que lo hará a lo que el agente Francis reacciona matándolo.
Este suceso pasaría desapercibido si no fuera porque en el juicio sobre la muerte del narcotraficante estaba Pollack (Justin Timberlake), un joven periodista que trabaja en la redacción de un periódico local. Pollack intentará destapar en el caso un asunto de corrupción policial ayudado por un veterano corresponsal llamado Ashford (Morgan Freeman).

## Estreno
Debido a la poca acogida que tuvo la película en un primer momento en el Festival Internacional de Cine de Toronto se decidió cancelar su estreno en cines y su lanzamiento se restringió al formato en DVD.
Basándose en 6 reviews, Rotten Tomatoes le dio un puntaje de 2.5/10.
Cuando se le preguntó por Twitter nombrar una de sus peores películas, Spacey dijo "Edison."